# Mikes neues Auto
Mikes neues Auto ist ein computeranimierter Kurzfilm der Pixar Animation Studios aus dem Jahr 2002. Der Film wurde im Kino nach dem Hauptfilm Die Monster AG gezeigt. Er zeigt dieselben Hauptfiguren: Mike Glotzkowski und Sulley. Der Kurzfilm wurde unter anderem auch auf der DVD zu Die Monster AG veröffentlicht.

## Handlung
Mike hat sich ein neues Auto gekauft und präsentiert es Sulley. Doch der ist nicht sehr beeindruckt. Nach dem Einsteigen provoziert er durch intensives Spielen mit der außerordentlich flexiblen Sitzverstellung einen ersten Wutanfall von Mike. Nach dem Anlassen des Motors hat Mike, im Gegensatz zu Sulley, Probleme mit dem Gurt, fällt beim Ziehen daran aus dem Auto heraus und sperrt sich aus. Sulley öffnet dann versehentlich per Knopfdruck die Motorhaube und klemmt Mike beim Schließen selbiger die Finger ein. Nachdem Sully die Motorhaube wieder per Knopfdruck geöffnet hat, fällt Mike auf den Motor, bekommt diverse Stromschläge und die Motorhaube fällt wieder zu und sperrt Mike im Motorraum ein. Sulley gelingt es, die Motorhaube wieder zu öffnen, sodass Mike den Motorraum verlassen und die Motorhaube wieder von außen schließen kann.
Mikes Stimmung hat sich aufgrund dieser Vorkommnisse nicht verbessert. Beim anschließenden Versuch loszufahren aktiviert Mike versehentlich diverse Servicefunktionen gleichzeitig, u. a. Scheibenwischer, Radio, Gebläse und Sitzverstellung. Insbesondere letztere demonstriert nun eindrucksvoll ihre enorme Leistungsfähigkeit und es gelingt Mike erst nach einiger Zeit, die Funktionen wieder abzustellen. Da Sulley nun auch noch den verstellten Innenspiegel versehentlich abbricht, wird er vom immer noch wütenden Mike aus dem Auto geworfen. Als Mike dann wutentbrannt zurücksetzen will, aber per Kickstart losfährt, setzt er das Auto gegen ein Hindernis. Sulley ist etwas besorgt, weil der Airbag bei der Kollision nicht aktiviert wurde. Dies geschieht jedoch wenige Sekunden später, so dass Sulley den an ihm vorbeifliegenden Mike auffangen kann. Mike wünscht sich nun doch sein altes Auto zurück.

## Auszeichnungen
Der Film wurde 2003 für den Oscar in der Kategorie Bester animierter Kurzfilm nominiert.